# Kozîceanka, Makariv
Kozîceanka (în ucraineană Козичанка) este o comună în raionul Makariv, regiunea Kiev, Ucraina, formată numai din satul de reședință.

## Demografie
Componența lingvistică a comunei Kozîceanka
     Ucraineană (96,94%)
     Rusă (2,14%)
     Alte limbi (0,61%)
Conform recensământului din 2001, majoritatea populației comunei Kozîceanka era vorbitoare de ucraineană (96,94%), existând în minoritate și vorbitori de rusă (2,14%).